# گی ثاهپوث نییوانگ
گی ثاهپوث نییوانگ (لائو: ກິ ດາວເພັດ ໜູຫ່ວງ) (۱ ژوئیهٔ ۱۹۷۲ – ۲۴ آوریل ۲۰۲۰) یک هنرپیشه و خواننده اهل لائوس است. گروه پرطرفدار نوم گهسین (Num Kosin) در لائوس است. در استان خاموان متولد شد.